# A Cég – A CIA regénye
A Cég – A CIA regénye (eredeti címe: The Company) egy háromrészes amerikai kémfilm-sorozat. A történet a hidegháború elején kezdődik és egészen a végéig tart, ez idő alatt bemutatja az amerikai CIA és a szovjet KGB harcát, amiket kémek segítségével vívnak egymás ellen.
A film forgatókönyve Robert Littell 2002-ben megjelent A Cég – A CIA regénye című könyve alapján készült. A filmet 2007-ben mutatták be, és olyan hírességek szerepelnek benne, mint Chris O’Donnell, Michael Keaton vagy Tom Hollander.

## Tartalom
|  | Alább a cselekmény részletei következnek! |

### Első rész
1955. Nyugat-Berlin. Két ügynök, a tapasztalt Harvey Torriti (más néven "Mágus") és a fiatal Jack McAuliffe a CIA egyik védett házában épp a szovjet Vishnevsky-t várják akinek információi vannak a már régen keresett KGB-kémről (kódnév "Parsifal") a CIA-n belül. Megérkezik de nem ad át mindent. A többiért cserébe ki kell őt és családját menekíteniük.
Négy évvel korábban, még a Yale Egyetem hallgatóiként egy evezős-versenyen szerepel a három jóbarát – Jack McAuliffe, Leo Kritzky és Yevgeny Tsipin – más néven a "trojka". Miután megnyerték a versenyt, az ünneplés közben az edző már itt megpróbálja Jack-et és Leo-t beszervezni a CIA-hoz.
Visszatérve a jelenbe, Washingtonban a CIA-nál a kémelhárítás vezetője James Angleton (más néven "Anya") a barátjával és helyettesével Adrian Philby-vel – az MI6 ügynökével – megbeszélnek mindent, engedélyezik Vishnevsky szöktetését. Torritiék várják, hogy kiszöktethessék de helyette a KGB emberei támadják meg őket és így menekülniük kell. Kiderült, hogy a keresett kém ismét leadta a drótot a KGB-nek.
Eközben Tsipin hazautazik Moszkvába az anyja temetésére. Ott találkozik a KGB egyik vezetőjével Pavel Zhilov-val (más néven "Starik"). Starik meggyőzi Tsipint, hogy vegye át apja szerepét és ő is dolgozzon nekik az USA-ban. Tsipin elfogadja a megbízást. Mialatt tart a kiképzése, beleszeret egy zsidó lányba, Azalia Ivanova-ba. Starik ezt rossz szemmel nézi és miután útnak indítja Tsipint, a lányt eltüntetik.
Berlinben megkapja Jack első magányos megbízását. Egy balett táncosnő, Lilli (más néven "Szivárvány") ad át neki hetente egyszer KGB-kódokat amiket a professzorától (más néven "Mesterlövész") kap. Kis idő után egymásba szeretnek. Megtudják a professzor valódi nevét és lakhelyét és kiderül, hogy nem adott át mindent adatot. Végül az is kiderül, hogy a KGB megzsarolta a professzort és Lillit, így ők hamis információkat adtak át Jack-nek. Eljut a hír Washingtonba is és mivel már nem tudja őket felhasználni a KGB, ezért a kelet-berlini rendőrség akarja elkapni mindkettőjüket de a professzor öngyilkos lesz, Lilli pedig megöli magát. Tudják, hogy ismét Parsifal tett keresztbe nekik.
Tsipin visszaérkezik Washingtonba. Kahn italboltjában kezd el dolgozni és a felette levő lakásba költözik be. Nem a saját nevét, hanem a Eugene Dodgson fedőnevet használja. Minden nap este az egyik moszkvai rádiót kell hallgatnia. Miután a rádióban elhangzik egy mondat az Aliz Csodaországból, az utána való lottószámok alapján deríti ki, hogy milyen telefonszámot kell éppen felhívnia ahonnan a legújabb utasításokat kapja. Első útja Parsifal-hoz vezet, akiről kiderül, hogy az "Anya" legjobb barátja, Adrian Philby.
A "Mágus" elutazik Tel-Avivba majd Londonba, hogy segítséget kérjen a kém felkutatásában. Sok hamis információt oszt meg a CIA-n belül és végül rájön, hogy Philby a kém. Mindezek ellenére az "Anya" először nem hiszi el, hogy a barátja a kém de végül ő is belátja. Starik is megtudja, hogy Parsifal lebukott és ezért hazahívja őt. Tsipin találkozik vele és átadja Starik üzenetét.
Végül Moszkvában Starik találkozik Szovjetunió első emberével, Hruscsovval és elmondja neki, hogy Parsifal lebukott de már van helyette egy új kémük a CIA-nál akinek a fedőneve "Szása". Azt is megmondja neki, hogy a Holsztomer-akció folyamatban van.

### Második rész
1956. Budapest. Már csak néhány nap van hátra a forradalom kitöréséig. A CIA ide küldi Jacket, hogy adja át üzenetüket a lázadóknak. Jack a múzeumban találkozik Elizabeth-el aki elviszi őt Zelk Árpádhoz, egy költőhöz és egyben a lázadók egyik csoportjának vezetőjéhez. Elmondja nekik, hogy az CIA azt szeretné ha még várnának a forradalommal legalább 1-1,5 évet mert most nem tudnak nekik segíteni. A lázadók viszont most akarják megcsinálni. Kicsit később Jack és Elizabeth elmennek egy összejövetelre ahol Árpád előadja leghíresebb versét ami a szabadságról szól. Miután Jack elindul sétálni az egyik hídon az ÁVH ( Államvédelmi Hatóság ) emberei elfogják. A börtönben elkezdik kihallgatni amit nagyon durván hajtanak végre. Arra kíváncsiak, hogy a CIA mit üzent a lázadóknak. Először nem mond el nekik semmit, de miután megmutatják neki, hogy a másik szobában kínozzák Elizabethet, azonnal elmond mindent. De még így is hazudik nekik, mert azt mondja, hogy a CIA mindenben segíti a lázadókat. Viszont az ÁVH egyik ezredese aki vezeti kihallgatását, elmondja, hogy nem hisznek neki mivel tudják az igazságot és róla is tudnak minden titkot. Ezek után börtönbe vetik.
Washington-ban a CIA megbeszélést tart. A szovjetekkel foglalkozó osztály vezetője, Wisner követeli, hogy segítsenek a magyaroknak. A többiek nem mennek bele. Leo Kritzky pedig azt akarja, hogy hozzák ki Jacket. Megkérik a "Mágust", hogy intézze el. Ő Berlinben egy KGB vezetővel megbeszéli, hogy azonnal engedjék el Jacket különben megöli őt és családját. Másnap egy orosz kiengedi Jacket a cellájából. Amikor el akarná őt vinni a börtönből észreveszik, hogy az utcákon már kitört a forradalom. Nem tudnak elmenni mivel az utcán lázadókba botlanak és elkapják őket. Mielőtt megölnének mindenkit, megérkezik Zelk Árpád és Jacket megmenti, mivel őt is ellenségnek gondolták. Betörnek a börtönbe és az egyik cellában megtalálják Elizabethet. Ezek után elfogják az összes itt dolgozót és kint mindenkit kivégeznek. Előtte még az ÁVH ezredese, aki a kihallgatást vezette megkéri Jack-et, hogy szabadítsa őt ki és elmond mindent a kémről aki a CIA-ban van. De őt is megölik. A forradalom még kis ideig folytatódott de végül a szovjetek leverték. Jack, Elizabeth és egy kis csoport átmenekül Ausztriába.
Miután Jack visszatér Washingtonba, elmondja az "Anyának", hogy kém van a szervezetben. Azt is megtudja, hogy Wisner, az osztály vezetője felmondott. Pontosabban a forradalom leverése után idegileg teljesen összetört és egy kórházban ápolják.
1960. Guatemala. Jack a CIA nevében elmegy Közép-Amerikába, hogy mindent megbeszéljen Roberto Escanolával, az ott levő lázadók vezetőjével és segítsen kiképezni a katonai csapatukat. Azon lázadóknak akik elszöktek Kubából miután Fidel Castro lett az elnök de vissza akarják foglalni az országot.
Mialatt Jack segíti kiképezni a csapatot, addig Washingtonban az "Anya" megpróbálja leleplezni a kémet akit még Jack mondott neki. Minél hamarabb el kell kapni mivel még nagyon sok gondot okozhat. Kis idő elteltével eljut Kahn italboltjához. Az FBI segítségével elkapják a tulajdonost de Yevgeny Tsipin-nek sikerül elmenekülnie. Viszont mindent (iratot, KGB-kódot,...) hátrahagy a lakásában amiket James Angleton megtalál. Miután Tsipin elmenekül, a Eugene Lutwidge fedőnevet veszi fel. New Yorkban pedig a "Mágus" találkozik a Cosa Nostra egyik vezetőjével akitől egy kaszinót vett el Castro. Megbeszélik, hogy a maffia megöleti Castrót még a támadás előtt, és utána visszakapnak mindent. A CIA adja a mérget, a maffia pedig az embert aki megöli. Viszont Szása azonnal átadja a híreket Tsipinnek a támadásról és a méregről, ő pedig tovább Moszkvába.
Kubában ahogy kiderül, Castro minden nap megiszik egy vaníliás turmixot. Az egyik pincér a konyhában mielőtt felvinné az italt, beleteszi a méreg tablettát. Miután felviszi, a teraszon már várják őt, Castro titkos rendőrségének a vezetője, Manuel Piñeiro. Már tudják, hogy mérgezett a turmix és ezért egy kis beszélgetés után megitatják vele. Ezalatt egyik este Jack a lázadókkal hajókon megérkezik a Disznó-öbölbe. Viszont már várják őket és hirtelen elkezdik őket lőni a partról. Sikerül kikötniük. Ők is elkezdenek támadni de a kubai katonaság túlerőben van és még a kis légierőt is bevetik. Mivel az amerikai katonaság nem küld repülőket a segítségükre, így elvesztik a támadást. Jack az egyik hajóval még el tud menekülni, a lázadókat pedig elfogják majd kivégzik őket. Miután hazatért, Jack megkapta az ügynökség legmagasabb kitüntetését.

### Harmadik rész
1975. Washington. Yevgeny Tsipin már megöregedve ül az autóbuszon és megy haza. Előtte felhív egy öreg nőt, a kontaktemberét. Ő átadja neki Starik üzenetét, hogy az apjával baj van és kórházban van. Tsipin hazautazik Moszkvába és elmegy a kórházba még utoljára beszélni az apjával. Utána meglátogatja a volt KGB-kémet, Philby-t a moszkvai lakásán. Majd elmegy Starik-hoz. Starik miután üdvözölte, elmondja neki, hogy már csak kis idő és bevetik a régóta tervezett Kholstomer-akciót, aminek a lényege, hogy tönkretegyék az USA gazdaságát. Már 60 milliárd dollár jött erre össze amiket amerikai bankokban tartanak. Ezt az összeget a tőzsdén akarják értékesíteni, amivel a terv szerint leviszik a dollár árfolyamát és tönkreteszik a gazdaságot.
Időközben Washingtonban Jack olyan hírt kap, hogy az orosz nagykövetségből Sergej Kukushkin (más néven "Kőtorony") jelentkezett náluk, hogy információkat ad át "Szásáról", ha ő és családja állampolgárságot kapnak az USA-ban. Jack és Kukushkin találkoznak és megpróbálnak mindent megbeszélni. Kukushkin elárulja, hogy titkos iratokban látott adatokat. Szása tud oroszul és még 2 hétig nem tartózkodik Washington-ban. A legközelebbi találkozóra Jack magával hozza a "Mágust" is. Ekkor megtudják a legfontosabb adatot Kukushkin-tól. Szása vezetéknevének kezdőbetűje "K". Ezen adatok alapján az "Anya" megpróbálja megkeresni a kémet. A CIA-n belül egy közös megbeszélésen elmondja mire jött rá. Az adatok összegzése alapján szerinte Szása, nem más mint Leo Kritzky. Jack nem akarja elhinni.
Pár nappal később Leo a feleségével Franciaországból érkezik meg. Már a repülőtéren várják őt az ügynökségtől és azt mondják neki, hogy egy fontos munka miatt azonnal be kell jönnie. Amint megérkeznek, megmotozzák őt és börtönbe teszik. Az "Anya" több alkalommal megy be hozzá kihallgatni őt de Leo nem vall be semmit. A következő találkozón Kukushkin régi dátumokat mond Jack-nek amikor Szása nem tartózkodott Amerikában. Ezek után Jack is bemegy Leo-hoz és számon kéri őt, mivel ezen dátumok idején Leo is mindig kirándulni volt. Most sem mond semmit Leo, csak annyit, hogy Kukushkint nem fogja tudni megszorongatni a CIA mivel addigra már biztos, hogy elkapja őt a KGB. A következő találkozón már nem is jelenik meg Kukushkin mivel a KGB hazaviszi őt Moszkvába és az újságban olvassák, hogy elítélték őt és kivégezték. A "Mágus" utánanéz ennek és a barátja a Moszadból, a "Rabbi" új híreket közöl. Kukushkin él és nincs semmi baja. Ezek után az igazgató kiengedi Leo-t a börtönből, mivel biztosak benne, hogy ez az egész csak a KGB csapdája volt. Pár nappal később Leo visszatér dolgozni, Angleton-t pedig nyugdíjba küldik. Ő még most is biztos benne, hogy Leo a kém.
1987. Langley. Már közel vagyunk a hidegháború végéhez de még mindig nem leplezték le Szását. Időközben Leo Kritzky felesége öngyilkos lett. Jack az irodájában két hölgy alkalmazottjával beszélget, akik elmondják neki, hogy a jelenlegi modern számítógépekkel már sokkal több adatot tudnak feldolgozni és átnézni. Elkezdik újra átnézni az adatokat az 50-es évektől és sikerül eljutniuk egy lengyel származású kommunista idős nőhöz aki már hosszú ideje Amerikában él és évente váltogatja a lakhelyét, valamint felfedezik a Kholstomert amire már régóta készül Starik. Kiderül, hogy az idős nő a KGB-ügynökök kontaktembere. Mialatt megfigyelik őt eljutnak egy Eugene Lutwidge nevű személyhez is, akinek a lakhelyét később sikerül is megtudniuk. Behatolnak az idős nő lakhelyére is és sok titkos adatot fedeznek fel. Nem tudják pontosan miket rejtenek az adatok, ezért újra bevonják azt az embert aki a legjobban ismeri az egész ügyet, James Angletont. Kiderül, hogy az adatok között vannak azon bankszámlaszámok is amelyeken keresztül akarják véghezvinni a Kholstomert. Később Jack meglátogatja Angleton-t a kórházban, hogy tanácsot kérjen tőle mit kezdjenek ezzel az Eugene nevű személlyel. A javaslatára azonnal elkapják és beviszik. Miután Jack bemegy hozzá, nagy meglepetésre veszi észre, hogy Eugene nem más mint a régi egyetemi barátja, Jevgeny Tsipin. Ezek után elmegy Leo-hoz és elmondja neki mindezt. Miután ismét meggyanúsítja őt, Leo lelövi Jack-et és bevallja neki, hogy tényleg ő volt Szása és azt is, hogy a felesége is ezért lett öngyilkos mert megtudta. Leo mentőt hív Jack-nek és elmenekül. Miután a kórházban felébred, mindenki ott van mellette és a televízióban látja, hogy sikerült meghiúsítaniuk a Kholstomert. Letartóztatták annak az öt banknak (arab, tokiói, vatikáni,...) a vezetőjét akik benne voltak ebben. Ezek után Jack megparancsolja Tsipin-nek, hogy menjen haza és találja meg Leo-t.
1991. Moszkva. Végül a hidegháború befejeződött, a Szovjetunió is felbomlott és az új elnökük Borisz Jelcin lett aki már más politikát folytat a nyugattal. Starik ebbe teljesen beleőrült. Tsipin pedig egy parkban találkozik Leo-val és már egyikük sem azt az országot látja amiért egész eddig küzdöttek. A városban pedig Jack elkapja Leo-t, és csak ráijeszt de nem öli meg.
|  | Itt a vége a cselekmény részletezésének! |

## Szereposztás

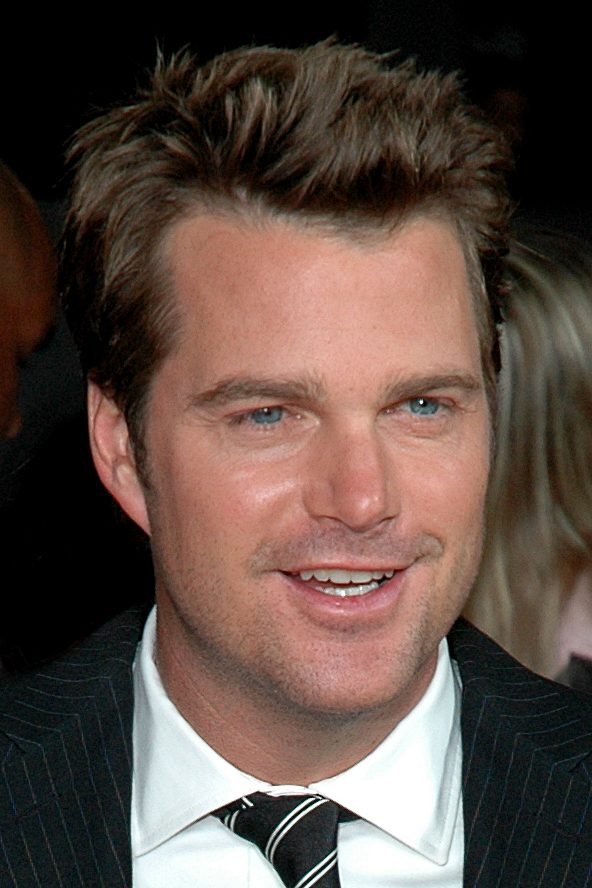
A Jack McCauliffe szerepét alakító Chris O'Donnell

Íme a három rész legfontosabb szereplőinek a listája.
| Filmszerep               | Színész           | Magyar hang          | Melyikben szerepel | Leírás |
| ------------------------ | ----------------- | -------------------- | ------------------ | --- |
| Jack McCauliffe          | Chris O’Donnell   | Pálmai Szabolcs      | mindhárom részben  | Az 1950-es évek elejétől a CIA ügynöke. Az egész hidegháború alatt a hazáját szolgálja.                                                  |
| Harvey Torriti ("Mágus") | Alfred Molina     | Besenczi Árpád       | mindhárom részben  | Egy tapasztalt CIA-ügynök. Ő volt elejétől kezdve Jack tanítója. Ő buktatja le "Parsifalt".                                              |
| James Angleton ("Anya")  | Michael Keaton    | Végvári Tamás        | mindhárom részben  | A CIA-n belüli "szovjetekkel foglalkozó osztály" legfontosabb embere. Ő buktatja le "Szását".                                            |
| Leo Kritzky              | Alessandro Nivola | Csík Csaba Krisztián | mindhárom részben  | Jack legjobb barátja, vele együtt lép be a CIA-hoz. Végül kiderül, hogy ő a keresett kém, "Szása".                                       |
| Yevgeny Tsipin           | Rory Cochrane     | N/A                  | mindhárom részben  | Jack és Leo barátja a YALE-ről, aki az egyetem után beáll a KGB-hez és a CIA-ban levő szovjet kémek összekötője lesz                     |
| Pavel Zhilov ("Starik")  | Ulrich Thomsen    | Haás Vander Péter    | mindhárom részben  | Ő a KGB vezetője |
| Adrian Philby            | Tom Hollander     | Fekete Zoltán        | 1. és 3. rész      | James Angleton barátja és munkatársa a CIA-nál aki az MI6-tól érkezett. Végül kiderül, hogy a KGB beépített ügynöke. Fedőneve "Parsifal" |
| Frank Wisner             | Ted Atherton      | Kárpáti Levente      | 1. és 2. rész      | A CIA-n belül a "szovjetekkel foglalkozó osztály" vezetője                                                                               |
| Adelle Sweet Kritzky     | Kristin Booth     | Mezei Kitty          | 1. és 3. rész      | Leo Kritzky felesége, aki a Fehér Házban dolgozik. Végül öngyilkos lesz.                                                                 |

## Jelölések
A 2008-as Golden Globe-gálán a legjobb minisorozat vagy tévéfilm kategóriában szerzett jelölést, de nem nyert díjat.

## Aliz Csodaországban
A filmben néhány dolog kapcsolódik a Lewis Carroll által írt Aliz Csodaországban című meseregényhez.
- Lewis Carroll valódi neve Charles Lutwidge Dodgson volt. A filmben szereplő Yevgeny Tsipin (a KGB-ügynöke) fedőneve először Eugene Dodgson volt, a leleplezése után pedig Eugene Lutwidge. Ez alapján találják meg őt másodszor.
- Yevgeny Tsipin minden késő este a moszkvai rádiót hallgatja, és amikor elhangzik benne egy idézet az Alice Csodaországban-ból, az egy jel a KGB-től.

Mind a három rész elején elhangzik egy idézet a meséből.

## Élő személyek által mintázott szerepek
A film forgatókönyvét a Robert Littell által írt regény alapján készítették.Tehát ahogy a történetet, úgy a szereplőket is onnan hozták. Robert Littell a regényének néhány szereplőjét élő személyekről mintázta. Olyanokról akik éltek és dolgoztak a hidegháborúban. Például:
- Az első részben szereplő szovjet kém Adrian Philby szerepét egy valódi kettősügynökről, Kim Philby-ról mintázta az író
- A filmben szereplő kettősügynök, Leo Kritzky (Szása) szerepét egy valódi kémről, Aleksander Kopatzky-ról mintázta az író. A valóságban ő is egy KGB-kettősügynök volt aki a CIA-n belül kémkedett. Őt 1961-ben leplezték le. Az ő fedőneve is Szása volt.[3]
- A másik ilyen szereplő a filmben, James Angleton ("Anya") volt. Az ő szerepét a valódi James Jesus Angleton alapján mintázta az író, aki 1954 és 1975 között a CIA egyik osztályának a vezetője volt.[4]
- A második részben rövid ideig szerepel Fidel Castro titkosrendőrségének a vezetője Manuel Piñeiro. Az író ezt a szerepet a valódi Manuel Piñeiro-ról mintázta, aki 1961-1964 között a kubai titkosrendőrség vezetője volt.